# Marcus Vitorius Marcellus
Marcus Vitorius Marcellus war ein im 2. Jahrhundert n. Chr. lebender römischer Politiker.
Marcellus stammte aus Teate Marrucinorum und war ein Redner vor Gericht und wurde um das Jahr 85 in den Senat aufgenommen. Zu dieser Zeit war er Prätor und Verwalter der Via Latina um das Jahr 91. Statius widmete Marcellus das vierte Buch der Silvae und sagte voraus, dass er um das Jahr 95 Legat einer Legion sein würde. Durch ein Militärdiplom, das auf den 24. September 105 datiert ist, ist belegt, dass Vitorius Marcellus 105 zusammen mit Gaius Caecilius Strabo Suffektkonsul war. und verwaltete vermutlich in den Jahren 120/122 als Prokonsul die Provinz Africa.